# Campeonato de Béisbol Mayor de Panamá de 2021
El LXXVIII Campeonato Nacional de Béisbol Mayor, dedicado a José "Pepe" Cortez Ovalle, es la temporada 2021 del béisbol mayor en Panamá. Su inicio se retrasó debido a la pandemia de coronavirus en el país, desde el mes de marzo hasta el mes de octubre cuando el Ministerio de Salud anunció la aprobación del 100% de los aforos en los escenarios deportivos. El partido inaugural se dio en el Estadio Roberto Hernández en la ciudad de Las Tablas, Los Santos con el partido entre las novenas de Chiriquí (Visita) y Los Santos (Local), con victoria para los visitantes 5 a 4, a pesar de que el primer partido del torneo fue entre Darién (Visita) 4 a 2 contra Herrera (Local) en el mismo escenario.

## Equipos participantes
Participaron un total de doce (12) equipos, llamadas ligas provinciales inscritas en Fedebeis.
Los equipos oficialmente inscritos fueron: 
| Bocas del Toro | Los Santos         |
| Coclé          | Panamá Metro       |
| Colón          | Veraguas           |
| Chiriquí       | Panamá Oeste       |
| Darién         | Chiriquí Occidente |
| Herrera        | Panamá Este        |

## Ronda regular
Calendario Oficial 

Boxscores

### Grupo A
| Serie Regular      | JJ | JG | JP | CA | CP | DIF |
| ------------------ | -- | -- | -- | -- | -- | --- |
| Coclé              | 10 | 7  | 3  | 50 | 32 | 18  |
| Bocas del Toro     | 10 | 6  | 4  | 61 | 44 | 17  |
| Panamá Metro       | 10 | 6  | 4  | 58 | 40 | 18  |
| Chiriquí Occidente | 10 | 5  | 5  | 41 | 48 | -07 |
| Veraguas           | 10 | 4  | 6  | 41 | 51 | -10 |
| Panamá Este        | 10 | 2  | 8  | 29 | 65 | -36 |

     Clasificados a la Segunda ronda.
     Eliminados en la Fase Regular.

### Grupo B
| Serie Regular | JJ | JG | JP | CA | CP | DIF |
| ------------- | -- | -- | -- | -- | -- | --- |
| Darién        | 10 | 8  | 2  | 36 | 42 | -06 |
| Los Santos    | 10 | 7  | 3  | 52 | 25 | 27  |
| Chiriquí      | 10 | 7  | 3  | 67 | 35 | 32  |
| Herrera       | 10 | 5  | 5  | 59 | 47 | 12  |
| Colón         | 10 | 3  | 7  | 39 | 53 | -14 |
| Panamá Oeste  | 10 | 0  | 10 | 30 | 81 | -51 |

     Clasificados a la Segunda ronda.
     Eliminados en la Fase Regular.

## Ronda de 6
| Serie de 6 | JJ | JG | JP | CA | CP | DIF |
| ---------- | -- | -- | -- | -- | -- | --- |
| Chiriquí   | 5  | 4  | 1  | 30 | 24 | 6   |
| Coclé      | 5  | 1  | 4  | 24 | 30 | -6  |

| Serie de 6     | JJ | JG | JP | CA | CP | DIF |
| -------------- | -- | -- | -- | -- | -- | --- |
| Los Santos     | 7  | 4  | 3  | 37 | 27 | 10  |
| Bocas del Toro | 7  | 3  | 4  | 27 | 37 | -10 |

| Serie de 6   | JJ | JG | JP | CA | CP | DIF |
| ------------ | -- | -- | -- | -- | -- | --- |
| Panamá Metro | 5  | 4  | 1  | 30 | 15 | 15  |
| Darién       | 5  | 1  | 4  | 15 | 30 | -15 |

     Clasificados al Final Four.
     Clasificado al WildCard.
     Eliminado.

## Fase Final
|  | Comodín | Comodín        | Comodín      |                |   | Semifinales | Semifinales | Semifinales |  |   | Final    | Final | Final |  |
|  |         |                |              |                |   |             |             |             |  |   |          |       |       |  |
|  |         |                |              |                |   |             |             |             |  |   |          |       |       |  |
|  |         |                |              |                |   |             |             |             |  |   |          |       |       |  |
|  |         |                |              |                |   |             |             |             |  |   |          |       |       |  |
|  |         |                |              |                |   |             |             |             |  |   |          |       |       |  |
|  |         | 1              | Chiriquí     | 4              |   |             |             |             |  |   |          |       |       |  |
|  |         |                |              | 4              |   |             |             |             |  |   |          |       |       |  |
|  |         |                | 4            | Bocas del Toro | 1 |             |             |             |  |   |          |       |       |  |
|  | 4       | Bocas del Toro | 4            | Bocas del Toro | 1 | 7           |             |             |  |   |          |       |       |  |
|  | 4       | Bocas del Toro |              |                |   |             |             |             |  |   |          |       |       |  |
|  | 5       | Coclé          | 3            |                |   |             |             |             |  |   |          |       |       |  |
|  | 5       | Coclé          | 3            |                |   |             |             |             |  | 1 | Chiriquí | 4     |       |  |
|  |         |                |              |                |   |             |             |             |  | 1 | Chiriquí | 4     |       |  |
|  |         |                | 2            | Panamá Metro   | 2 |             |             |             |  |   |          |       |       |  |
|  |         |                | 2            | Panamá Metro   | 2 |             |             |             |  |   |          |       |       |  |
|  |         |                |              |                |   |             |             |             |  |   |          |       |       |  |
|  |         |                |              |                |   |             |             |             |  |   |          |       |       |  |
|  |         | 2              | Panamá Metro | 4              |   |             |             |             |  |   |          |       |       |  |
|  |         |                |              | 4              |   |             |             |             |  |   |          |       |       |  |
|  |         |                | 3            | Los Santos     | 1 |             |             |             |  |   |          |       |       |  |
|  |         |                | 3            | Los Santos     | 1 |             |             |             |  |   |          |       |       |  |
|  |         |                |              |                |   |             |             |             |  |   |          |       |       |  |
|  |         |                |              |                |   |             |             |             |  |   |          |       |       |  |
|  |         |                |              |                |   |             |             |             |  |   |          |       |       |  |
|  |         |                |              |                |   |             |             |             |  |   |          |       |       |  |